# Расон
Расон (кор. 라선 특별시 (라진-선봉 특별시), 羅先直轄市) — місто прямого підпорядкування в КНДР, межує з китайською провінцією Цзілінь і Приморським краєм в Росії. Регіон відокремився від провінції Хамгьон-Пукто в 1993 році, отримав назву «Раджин-Сонбон», котра в 2000 році скоротилась до «Расон». В Південній Кореї прийнята вимова Насон.

## Географія

### Клімат
Місто знаходиться у зоні, котра характеризується вологим континентальним кліматом з теплим літом. Найтепліший місяць — серпень із середньою температурою 20.6 °C (69 °F). Найхолодніший місяць — січень, із середньою температурою -9.4 °С (15 °F).
| Клімат Расона           | Клімат Расона | Клімат Расона | Клімат Расона | Клімат Расона | Клімат Расона | Клімат Расона | Клімат Расона | Клімат Расона | Клімат Расона | Клімат Расона | Клімат Расона | Клімат Расона | Клімат Расона |
| Показник                | Січ.          | Лют.          | Бер.          | Квіт.         | Трав.         | Черв.         | Лип.          | Серп.         | Вер.          | Жовт.         | Лист.         | Груд.         | Рік           |
| Середня температура, °C | −9            | −6            | −1            | 5             | 10            | 14            | 19            | 21            | 16            | 10            | 1             | −6            | 6             |
| Норма опадів, мм        | 5             | 7             | 21            | 29            | 72            | 102           | 117           | 202           | 120           | 61            | 23            | 9             | 767           |
| ----------------------- | ------------- | ------------- | ------------- | ------------- | ------------- | ------------- | ------------- | ------------- | ------------- | ------------- | ------------- | ------------- | ------------- |
| Джерело: Weatherbase    |               |               |               |               |               |               |               |               |               |               |               |               |               |

## Економіка
В 1991 році він отримав статус особливої економічної зони. У січні 2011 року влада Північної Кореї видала роспорядження про присвоєння Расону статусу «особливого міста», де більшу частину обмежень на ведення бізнесу буде знято.
В ЗМІ регулярно з'являються повідомлення про підготовку до реконструкції і модернізації залізничної системи між Расоном і російським селищем Хасаном, котра була зруйнована в 50-ті. Згадується, що товарообіг між Росією і Північною Кореєю в такому випадку може збільшитися також за рахунок того, що влада країни погодилась відкрити порт Расона для іноземних суден.

## Адміністративний поділ
Расон поділений на один 1 куйок і 1 кун (гун):
- Раджин-куйок (라진구역; 羅津區域)
- Сонбонгун (선봉군; 先鋒郡)